# Corriol frontblanc
El corriol frontblanc (Anarhynchus marginatus) és un petit ocell limícola de la família dels caràdrids (Charadriidae). Habita en gran part d'Àfrica al sud del Sàhara i a Madagascar, sobre costes de sorra, pedres o fang i també a grans rius i llacs interiors.

## Morfologia
- Els adults fan 16-18 cm de llargària.
- Són més pàl·lids que les espècies semblants. En època de cria tenen la meitat superior del cos marró, amb un collaret blanc per darrere i un front blanc que arriba fins a l'espai entre l'ull i el capell. Línia negra a través de l'ull i una altra entre el capell i el front.
- Parts inferiors blanques.
- El bec és negre i les potes gris groguenc.
- Fora de l'època de reproducció són més grisos i la marca negra de l'ull és marró i la frontal pot estar absent en algunes femelles.

## Llista de subespècies
S'han descrit quatre subespècies:
- Anarhynchus marginatus arenaceus, Clancey, 1971. Est d'Àfrica meridional
- Anarhynchus marginatus marginatus, Vieillot, 1818. Oest d'Àfrica meridional
- Anarhynchus marginatus mechowi, (Cabanis, 1884). Gran part d'Àfrica al sud del Sàhara, a excepció de la zona meridional.
- Anarhynchus marginatus tenellus, Hartlaub, 1861. Madagascar.